# Peter Fox (rugby)
Pour les articles homonymes, voir Peter Fox et Fox.

a Compétitions nationales et continentales officielles uniquement.

b Matchs officiels uniquement.
Peter Fox, né le 5 novembre 1984 à York, est un joueur de rugby à XIII anglais évoluant au poste d'ailier dans les années 2000. Il a été sélectionné en sélection anglaise participant au Tournoi des Quatre Nations 2009. En club, il a commencé sa carrière aux York City Knights avant de la poursuivre avec les Wakefield Trinity Wildcats et Hull KR.